# Peter Singer
Pour les articles homonymes, voir Singer.
Ne doit pas être confondu avec Peter A. Singer ou Peter W. Singer.
Peter Albert David Singer, nom complet de Peter Singer, né le 6 juillet 1946 à Melbourne, est un philosophe utilitariste australien. Il est titulaire de la chaire d'éthique de l'université de Princeton (États-Unis) et professeur à l'université Charles-Sturt (Melbourne) en Australie.
Il a travaillé deux fois dans la chaire de philosophie de l'université Monash (Melbourne), où il a créé le centre de bioéthique. En 1996, il se présenta sans succès en tant que candidat Vert pour le sénat australien. En 2004, il fut reconnu comme l'humaniste australien de l'année par le Conseil des sociétés humanistes australiennes. En dehors du milieu universitaire, Singer est surtout connu pour son livre La Libération animale, considéré comme le livre fondateur des mouvements modernes de droits des animaux. Ses positions sur des questions de bioéthique développées dans Rethinking Life and Death : The Collapse of Our Traditional Ethics et Questions d'éthique pratique ont également suscité la controverse, notamment aux États-Unis et en Allemagne. Singer est partisan de l'altruisme efficace dont il décrit les principes dans The Life You Can Save (2009) et The Most Good You Can Do (2015 - paru en français sous le titre L'Altruisme efficace en 2018).

## Vie et carrière
Les parents de Singer, juifs viennois, échappent à l'annexion de l'Autriche et prennent la fuite en Australie en 1938. Ses grands-parents paternels sont déportés à Łódź et il n’y a dès lors plus aucune nouvelle d'eux. Son grand-père maternel meurt dans le camp de concentration de Theresienstadt.
Son père importe du thé et du café, tandis que sa mère exerce la médecine[réf. nécessaire].
Peter Singer étudie au Scotch College de Melbourne, puis se dirige vers des études de droit, d'histoire et de philosophie à l'université de Melbourne où il obtient un Baccalauréat ès lettres en 1967, et un Master of Arts pour son mémoire intitulé « Why should I be moral? » (« Pourquoi devrais-je être moral ? ») en 1969. Il reçoit alors une bourse d'études pour l'université d'Oxford ; son travail sur la désobéissance civile, supervisé par R.M. Hare, est sanctionné par un Bachelor of Philosophy en 1971, et publié en livre en 1973 sous le titre Democracy and Disobedience.
Dans une interview donnée en 2006 au magazine Mother Jones, Singer déclare être végétarien : « Je ne mange pas de viande. Je suis végétarien depuis 1971. »

## La Libération animale
Son livre La Libération animale de 1975 a influencé les mouvements modernes de protection des animaux. Dans son ouvrage, il argumente contre le spécisme : la discrimination arbitraire entre les espèces animales sur la seule base de leur appartenance d'espèce.
Le spécisme est en général en faveur des membres de l'espèce humaine et en défaveur des animaux non-humains. La thèse de Singer est que l'appartenance à une espèce particulière n'est pas une propriété moralement pertinente. Singer propose que la sensibilité soit le critère pertinent d'appartenance à la communauté morale : tous les êtres sensibles doivent être considérés comme moralement égaux, en ce sens que leurs intérêts doivent être pris en compte de manière égale.
Il conclut en particulier que le fait d'utiliser des animaux pour se nourrir est injustifié car cela entraîne une souffrance disproportionnée par rapport aux bienfaits que les humains tirent de cette consommation ; et qu'il est donc moralement obligatoire de s'abstenir de manger la chair des animaux (végétarisme), voire de consommer tous les produits issus de leur exploitation (véganisme).
Cela ne l'empêche pas d'apporter son soutien à la firme McDonalds dans sa quête du bien-être animal — après avoir longtemps défendu le végétarisme contre cette entreprise. Selon lui, puisqu'il est impossible de faire disparaître les systèmes industriels du jour au lendemain, d’une part du fait de leur puissance mais aussi de leurs capacités à nourrir le monde et à fournir les hamburgers que les gens sont supposés vouloir manger et sont en mesure d’acheter, le mieux pour tout le monde est que ces systèmes soient moins mauvais. Agrandir les cages est donc considéré par Peter Singer comme une avancée.

## Positions d'éthique

### Altruisme efficace et extrême pauvreté
Singer préconise l'altruisme efficace. Il considère que les habitants des pays développés ont le devoir d'utiliser une part de leur richesse pour réduire les souffrances des personnes vivant dans la pauvreté absolue, et que de plus ils devraient donner cette richesse de la manière la plus efficace possible, c'est-à-dire celle qui réduirait le plus de souffrance. Comme il le note dans son essai Famine, Affluence, and Morality (non traduit en français mais que l'on pourrait traduire ainsi: Famine, richesse et moralité (1972), 

« s’il est en notre pouvoir d’éviter que des choses mauvaises arrivent, sans pour cela sacrifier quoi que ce soit d’importance morale comparable, nous devons, moralement, le faire. […] si je marche à côté d’un étang peu profond et que je vois un enfant qui s’y noie, je dois entrer dans l’eau et en sortir l’enfant. Cela voudra dire salir mes vêtements, mais c’est insignifiant. »

Ainsi, dit Singer, si l'on accepte de salir ses vêtements pour sauver l'enfant de la noyade, l'on devrait aussi accepter de donner de l'argent pour réduire les souffrances des personnes vivant dans la pauvreté au lieu d'acheter des habits ou d'autres biens non essentiels. Il poursuit : 

« La frontière traditionnelle entre devoir et charité ne peut pas être tracée […] à la place où nous la traçons habituellement. Donner de l’argent [à des organisations caritatives] est considéré comme un acte de charité dans notre société. […] Les gens ne se sentent honteux ou coupables d’aucune manière dans le fait de dépenser de l’argent pour de nouveaux vêtements ou une nouvelle voiture au lieu de le donner pour le secours à la famine. Cette façon de considérer le sujet ne peut pas être justifiée. Quand nous achetons de nouveaux vêtements, pas pour avoir chaud mais pour être “bien habillé”, nous ne satisfaisons aucun besoin important. Nous ne sacrifierions rien de significatif si nous continuions à porter nos anciens vêtements, et donnions l’argent au fonds de secours pour la famine. En faisant cela, nous empêcherions que quelqu’un meure de faim. »

### Avortement
Peter Singer se prononce pour le droit à l'avortement, en utilisant cependant une approche qui le distingue de l'argumentation classique : en cohérence avec sa théorie éthique, il propose que le droit d'un être à la vie est fondamentalement lié à la capacité qu'il a à manifester des préférences, elles-mêmes liées à la possibilité de ressentir du plaisir ou de la douleur.
Pour se faire comprendre, Singer énonce d'abord le syllogisme suivant qui peut, selon lui, traduire l'argument central des opposants au droit à l'avortement :

« Il est mal de tuer un être humain innocent.

Un fœtus humain est un être humain innocent.

En conséquence, il est mal de tuer un fœtus humain. »

Il observe dans ses ouvrages Rethinking Life and Death (Repenser la vie et la mort) et Practical Ethics (Questions d'éthique pratique) que si l'on accepte sans discuter les prémisses, l'argument est valide par déduction. Les défenseurs du droit à l'avortement dont parle Singer remettent traditionnellement en cause la deuxième prémisse : le fœtus ne serait pas humain ou vivant avant la naissance. Singer oppose que le développement est un processus progressif, dont il n'est pas possible d'extraire un instant particulier à partir duquel la vie humaine commencerait.

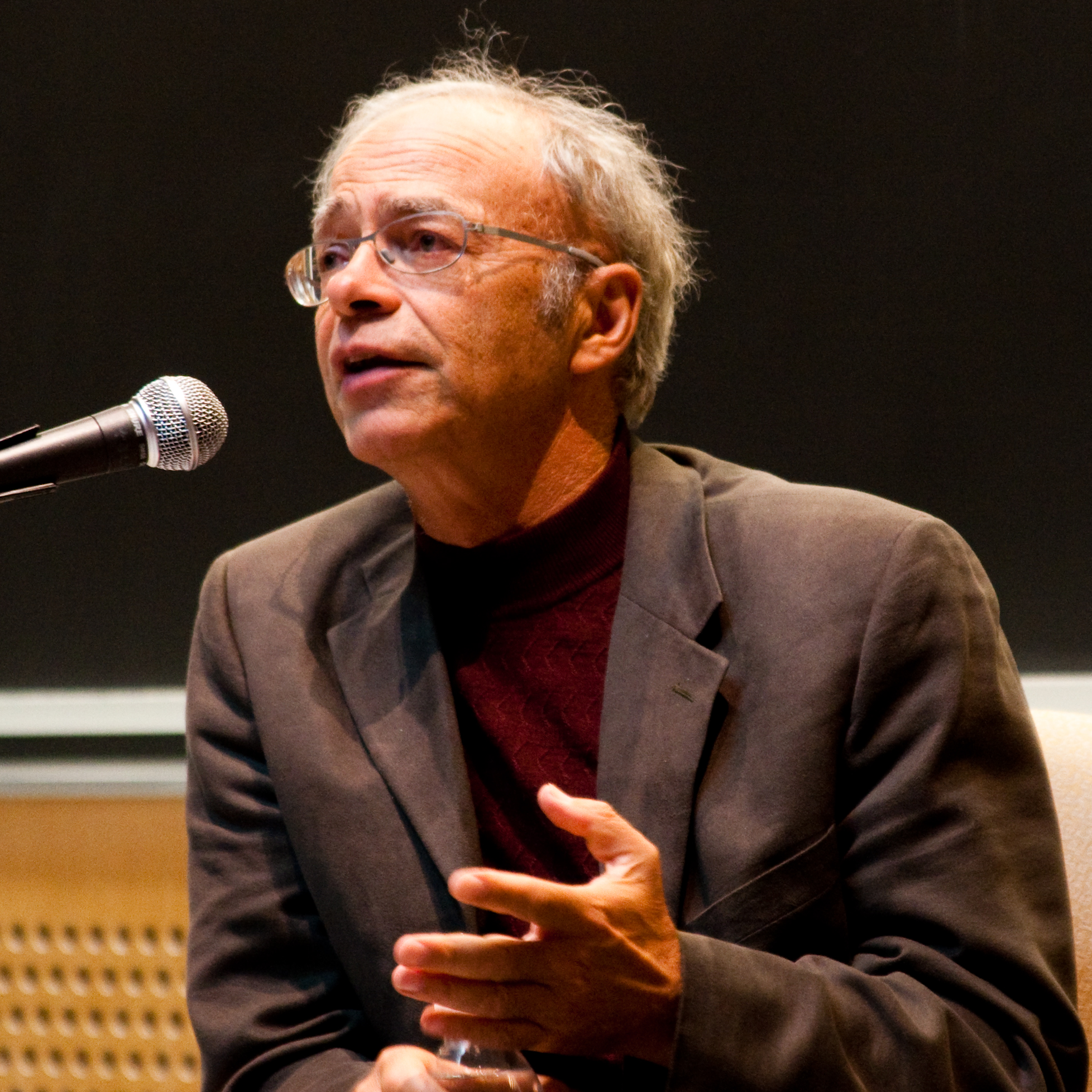
Peter Singer au MIT.

L'argument de Singer en faveur du droit à l'avortement est en ce sens original : plutôt que de s'attaquer à la deuxième prémisse, il interroge la première, niant qu'il est nécessairement mal d'interrompre la vie d'un humain innocent :
« [The argument that a fetus is not alive] is a resort to a convenient fiction that turns an evidently living being into one that legally is not alive. Instead of accepting such fictions, we should recognise that the fact that a being is human, and alive, does not in itself tell us whether it is wrong to take that being's life »
« [L'argument selon lequel le fœtus ne serait pas vivant] recourt à une fiction commode qui fait d'un être à l'évidence vivant un être légalement non vivant. Au lieu d'accepter une telle fiction, nous devrions reconnaître que le caractère humain, et vivant, d'un être ne nous dit pas en soi s'il est mal ou non de prendre sa vie. »
Singer soutient que la défense ou l'opposition au droit à l'avortement devraient reposer sur un calcul utilitariste qui pondère les préférences de la femme et celles du fœtus, la préférence étant tout ce qui est de nature à être recherché ou évité ; à tout bénéfice ou dommage causé à un être correspond directement la satisfaction ou la frustration d'une ou plusieurs de ses préférences.
La capacité à ressentir de la douleur ou de la satisfaction étant un prérequis pour avoir une préférence de quelque nature que ce soit, et un fœtus âgé de 18 semaines ou moins n'ayant selon Singer pas la capacité de ressentir de la douleur ou de la satisfaction, il n'est pas possible pour un tel fœtus de manifester la moindre préférence. Dans ce calcul utilitariste, rien ne vient donc peser contre la préférence d'une femme à avoir un avortement. En conséquence, l'avortement est moralement permis.

### Infanticide
À propos de l'infanticide, Singer considère que les nouveau-nés ne possèdent pas encore les caractéristiques essentielles qui font une personne : la rationalité, l'autonomie et la conscience de soi. Le meurtre d'un nouveau-né n'est donc pas équivalent à celui d'une personne, c'est-à-dire à celui d'un être qui veut continuer à vivre.
En 1989 et 1990, un cours donné à l'Université de Duisbourg et Essen par le professeur Hartmut Kliemt fut annulé à la suite de manifestations contre l'inclusion de questions d'éthique pratique dans le matériel du cours. Les manifestants condamnaient le point de vue de Singer sur le fait que l'euthanasie de nourrissons souffrant des formes les plus graves de spina bifida devrait être légalement autorisée si les parents le désirent.

### Euthanasie
Singer distingue l'euthanasie volontaire, qui se fait avec le consentement du sujet, de l'euthanasie involontaire ou non volontaire. « Soucieux de promouvoir sa conception d’un utilitarisme voué à la maximisation des préférences, il a défendu la nécessité de l’euthanasie non volontaire de nouveau-nés, enfants et personnes handicapées ou malades dans les cas où la somme des souffrances pour la personne et ses proches excéderait celle des plaisirs ».
Dans Rethinking Life and Death, il approfondit les dilemmes créés par les avancées de la médecine. Il traite notamment de la valeur de la vie humaine et de l'éthique de la qualité de vie.
Singer a vécu personnellement la complexité de certaines de ces questions. À propos de sa mère, touchée par la maladie d'Alzheimer, il expliquait partager avec sa sœur la responsabilité des décisions à prendre, mais que s'il était seul arbitre, sa mère ne continuerait peut-être pas à vivre.

### Personnisme
Singer ne croit pas à la notion d'humanisme. Il lui préfère l'utilitarisme des préférences qu'il appelle personnisme.

## Prix
- 2021: Lauréat du prix Berggruen[16]

## Publications traduites en français
- La Libération animale, traduit de l'anglais par Louise Rousselle et David Olivier, Paris, Payot, coll. « Petite Bibliothèque Payot », 2012  (ISBN 9782228908146) (1re éd. Grasset, 1993)
- Questions d'éthique pratique, Paris, Bayard, 1997  (ISBN 978-2227137196)
- L'Égalité animale expliquée aux humain-es[17], traduit de l'anglais par David Olivier, Lyon, éd. tahin party, 2000  (ISBN 978-2912631039)
- Une gauche darwinienne, traduit de l'anglais par Manuel Benguigui, Paris, Cassini, 2002  (ISBN 978-2842250614)
- Comment vivre avec les animaux ?, Paris, Empêcheurs de penser en rond, 2004  (ISBN 978-2846710893)
- Sauver une vie. Agir maintenant pour éradiquer la pauvreté, Michel Lafon, Paris, 2009  (ISBN 978-2749910048)
- L'Éthique à table : pourquoi nos choix alimentaires importent, en coll. avec Jim Mason (en), Lausanne, L'Âge d'Homme, 2015
- Théorie du tube de dentifrice [« Ethics into action : Henry Spira and the animal rights movement »]  (trad. de l'anglais par Anatole Pons), éditions Goutte d'Or, 24 mai 2018, 350 p. (EAN 979-1096906086, présentation en ligne)
- L'Altruisme efficace, traduit de l'anglais par Laurent Bury, Les Arènes, 2018  (ISBN 978 2 35204 921 0) (titre original : The Most Good You Can Do)

### Textes de Peter Singer
- (fr) Peter Singer Links (liste de liens vers des textes de Peter Singer disponibles sur Internet en français)
- (fr) « Le mouvement de libération animale : sa philosophie, ses réalisations, son avenir »
- (fr) « Famine, richesse et moralité » ; l'article « Famine, Affluence and Morality » (1972), traduit de l'anglais par Fanny Verax
- (en) Les articles de Peter Singer sur Project Syndicate